# Стружки говор
Стружкият говор е български диалект от крайната югозападна група югозападни говори. Говори се в рамките на Северна Македония - в град Струга и някои от околните му села.
Македонската диалектология разглежда стружкия говор като диалект на т. нар. македонски език.

## Характерни особености
Стружкият говор показва редица сходства с близкостоящите градски охридски и вевчанско-радожденски говор.
- Сливане на две съседни гласни в една дълга гласна: глàа > глā (глава), змѝи > змӣ (змии).
- Преход в⇒й, когато е пред гласна: йъ̀же (въже)
- Съчетание чер-: чèрен, черèша.
- Употреба на агломеративна форма при лични и роднински имена от м. р.: Го вѝде Стойàна (Видя Стоян).
- Окончание -ови, -ои за мн. ч. при едносрични съществителни от м. р.: лèбови, лèбои (хлябове)
- Глаголно окончание -т за 3 л. ед. ч. сег. време: ѝмат (има), нòсит (носи).
- Суфикс -в- при глаголи от типа: кỳпвит (купува), кàжвит (казва).
- Времеви конструкции на ѝма и сум с минало страдателно причастие: ѝмам пѝсано (написал съм), сум дòйден (дошъл съм)
- Употреба на тройно показателно местоимение: той, овой, оной, както и на тройно членуване (-от, -ов, -он).
- Ударение върху третата сричка.

А се отличава от тях по следните характеристики:
- Праславянското *tj застъпено и като шт, и като шч: плèшти – плèшчи (плещи)
- Праславянското *dj застъпено и като жд, и като ждж: сàжди – сàжджи (сажди).
- Застъпник на стб. ѫ е гласната ъ: път пръ̀чка
- Групата ъл / лъ се представя само с ъл
- Вмъкване на съгласната т в съчетания ср: стрèбро (сребро), стрèда (среда)
- Вмъкване на съгласната д в съчетания зр: здрел (зрял)
- Изпускане на гласната о при съчетания -ова- и -ове-: чвек (човек), твàрено (товарено)
- Глаголно окончание -м за 1 л. ед. ч. само в при глаголите от III спрежение.
- Частици ке и че за образуване на бъдеще време (сравни с книжовното ще).
- Употреба на предлога от за притежание.
- Употреба на предлога на в конструкции за означаване на пряко допълнение при одушевени обекти: Го вѝкна на мòмчета.